# 1 Samodzielny Batalion Radiotechniczny
1 Samodzielny Batalion Radiotechniczny (1 sbrt) – pododdział Wojsk Radiotechnicznych Sił Zbrojnych PRL.
Na podstawie zarządzenia Nr 102/Org. szefa Sztabu Generalnego WP z dnia 2 kwietnia 1952 roku, w Malborku została sformowana 11 kompania radiotechniczna (Jednostka Wojskowa Nr 5208). Pododdział został zorganizowany według etatu Nr 6/167. Dowódcy kompanii podlegały posterunki radiotechniczne na lotniskach w Królewie Malborskim, Krakowie i Słupsku, których zadaniem było naprowadzanie lotnictwa myśliwskiego. W 1953 roku kompania została dyslokowana do garnizonu Warszawa i zakwaterowana w koszarach na Okęciu.
Na podstawie zarządzenia Nr 0277/Org. szefa Sztabu Generalnego WP z dnia 7 sierpnia 1953 roku został sformowany 1 Samodzielny Batalion Radiotechniczny. Jednostka została zorganizowana według etatu Nr 6/167, w wyniku połączenia 11 samodzielnej kompanii radiotechnicznej z 6 kompanią radarową stacjonującą w koszarach przy ulicy Radiowej na warszawskim Bemowie. Batalion zajął dotychczasowy rejon zakwaterowania 11 skrt oraz przejął nadany jej numer jednostki wojskowej. Batalion pełnił funkcję jednostki szkolnej.
Na podstawie zarządzenia Nr 0200/Org. szefa Sztabu Generalnego WP z dnia 20 września 1955 roku w Przasnyszu, na bazie 1 sbrt, został sformowany 14 Ośrodek Szkolenia Specjalistów Radiotechnicznych (Jednostka Wojskowa Nr 2277) i podporządkowana mu 10 kompania radiotechniczna.